# Королевский нортумберлендский фузилёрный полк
Королевские нортумберлендские фузилёры (англ. Royal Northumberland Fusiliers) — пехотный полк Британской армии, сформированный в 1674 году как подразделение шотландской бригады и сопровождавший Вильгельма III Оранского в Англию после Славной революции. В 1689 году вошла в британский истеблишмент.
В 1751 году начал называться 5-м пехотным полком («нортумберлендские» было добавлено в 1782 году). В 1836 году был переформирован в подразделение фузилёров под названием 5-й нортумберлендский фузилёрный пехотный полк.
После реформы Чайлдерса получил название Нортумберлендские фузилёры, затем — Королевские нортумберлендские фузилёры. В 1968 году был объединен с 7-м пехотным полком, 6-м пехотным и 20-м пехотными полками.

## История

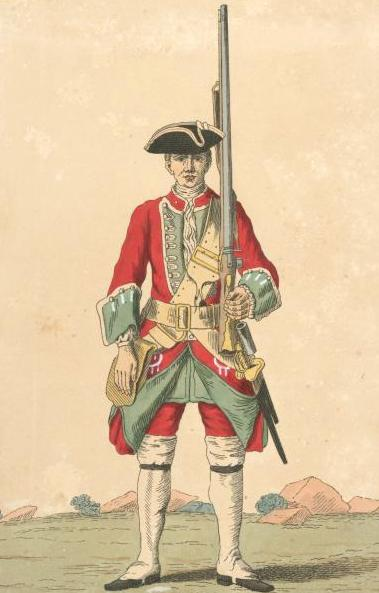
Солдат 5-го пехотного полка королевских нортумберлендских фузилёров, 1742 год

### Конец XVII века
Несмотря на изначальное именование «ирландский», полк числился как один из трёх подразделений шотландской бригады, сформировавшийся из наемников. В ходе Голландской войны 1672—1678 годов полк участвовал в осаде Маастрихта, сражениях при Касселе и Сен-Дени. В Славной революции сопровождал Вильгельма III Оранского в Англию, до вхождения в британский истеблишмент.
Как и многие другие полки, до 1751 года он носил название в честь действующего командира. Основан Дэниэлом О’Брайеном, 3-м виконтом Клэром как полк виконта Клэра, затем сэра Джона Фенвика и Патрика Уэсли (1676). После вхождения в британский истеблишмент его возглавил Томас Толлемаш.
После отправки на Войну двух королей принял участие в битве при Бойне, осадах Атлона и Лимерика. После ратификации Лимерикского договора отправлен в область Фландрия. После смерти Ллойда его место занял Томас Ферфакс, 5-й лорд Ферфакс из Камерона на время осады Намюра. После Рисвикского мирного договора не был расформирован и вошёл в британский гарнизон.

## В популярной культуре
В начале повести сэра Артура Конан Дойла «Этюд в багровых тонах» пишется, что доктор Ватсон состоял при полку помощником хирурга и участвовал во Второй англо-афганской войне.